# NGC 7443
NGC 7443 (другие обозначения — PGC 70218, MCG -2-58-15) — галактика в созвездии Водолей.
Этот объект входит в число перечисленных в оригинальной редакции «Нового общего каталога».